# Bruce Golding
Orette Bruce Golding (f. 5. december 1947) er Jamaicas nuværende premierminister.
I 2005 blev Golding leder af Jamaica Labour Party. Han vandt Jamaicas parlamentvalg 2007.